# Chersonesos (Krim)
Chersonesos of Chersonesus heracleotica was een klein schiereiland op de zuidpunt van de Krim in het huidige Oekraïne nabij Sebastopol. Het vormde geruime tijd een Griekse, later Byzantijnse stad.
De naam χερσονησος betekent "schiereiland" in het Grieks. De stad wordt ook wel Taurische Chersonesos genoemd, maar meestal werd hiermee de gehele Krim bedoeld.

## Geschiedenis

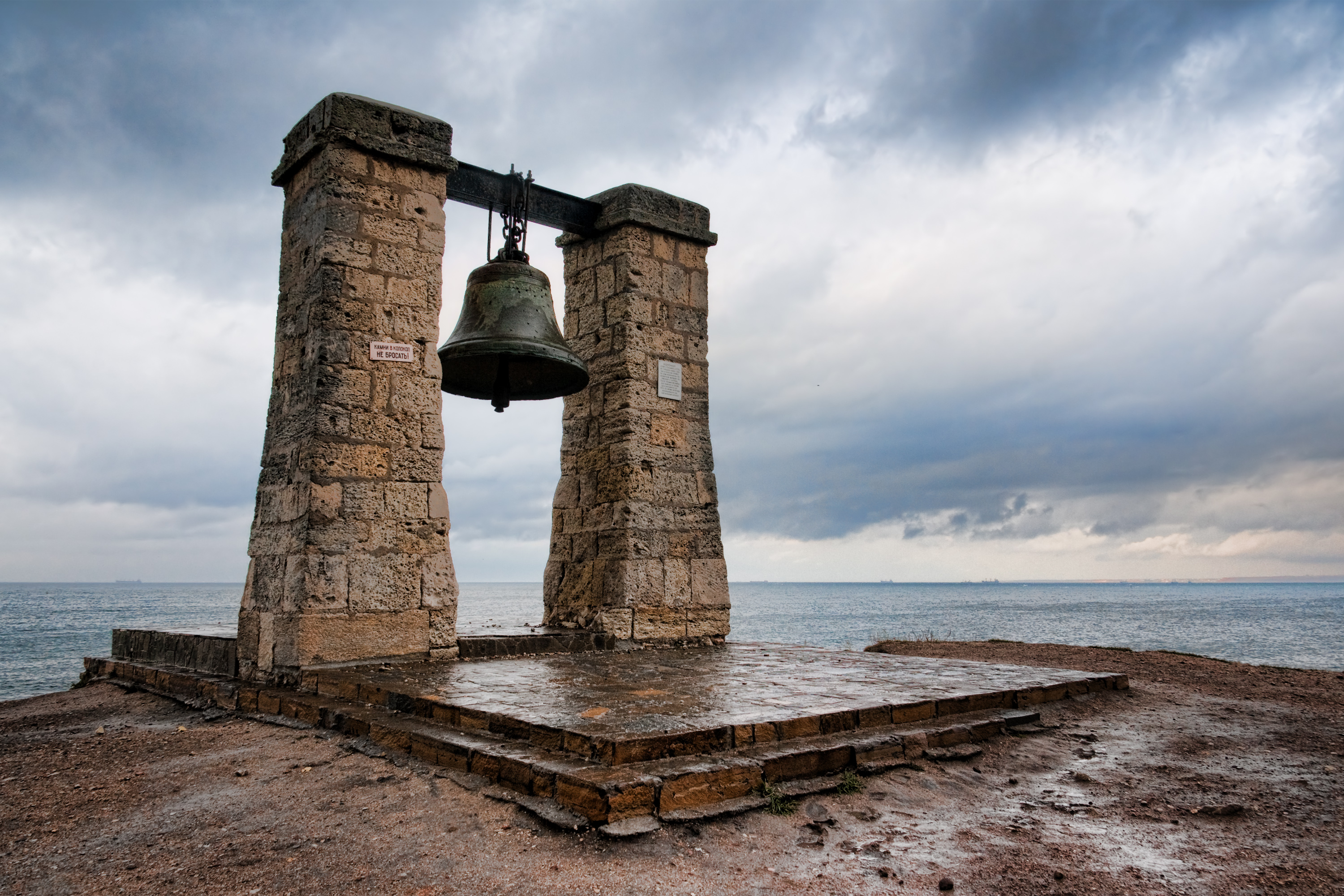
De klok van Chersonesos

Het gebied werd het Heraklische schiereiland genoemd naar de Griekse stad Heraclea Pontica in Anatolië. Rond 422 v.Chr. staken kolonisten uit deze stad de Zwarte Zee over en stichtten een nederzetting op een rotsig schiereiland.

## Bosporuskoninkrijk
De stad beheerste al snel de hele Krim en het schiereiland Taman. Dit gebied stond bekend als het Bosporuskoninkrijk en was vooral belangrijk omdat de rijke grond van de Oekraïense laagvlakte Klein-Azië van graan voorzag.

## Koninkrijk Pontus en Romeinse Rijk
In ca. 110 v.Chr. werd de stad door de Perzische vorst Mithridates deel van het Koninkrijk Pontus gemaakt. Vanaf zijn dood in 63 v.Chr. kwam het gebied in toenemende mate onder invloed van het Romeinse Rijk. In 47 v.Chr. versloeg Julius Caesar de zoon van Mithridates, Pharnaces bij Zela (in het noorden van Klein-Azië) en hiermee werd zijn koninkrijk een vazalstaat van Rome. Het behield echter het recht zijn eigen gouden munten te slaan en dat was uitzonderlijk omdat Rome gewoonlijk het alleenrecht daarop opeiste. Van 47 v.Chr. tot 17 v.Chr. was Asander van Pontus er koning en Augustus gaf in 17 v.Chr. Agrippa de opdracht om een passende opvolger te vinden. Eerst kwam daardoor Polemo I van Pontus op de troon maar na zijn dood trouwde zijn vrouw met de Sarmaat Aspurgus, die hem op het slagveld verslagen had.
Caligula gaf Bosporus aan Polemo II van Pontus, een zoon van Asander bij een andere vrouw, maar Claudius gaf het in 39 weer aan een zoon van Aspurgus, Mithridates en in 45 aan zijn halfbroer Cotys. Er zijn van Cotys tot 62 nog munten bekend, in dat jaar werd het gebied ingelijfd door Nero. Vanaf 140 tot 250 was de stad een voorpost van het rijk en waren er Romeinse legioenen gelegerd.

## Byzantijnse tijd
In de Byzantijnse tijd was het afwisselend onderdeel van het rijk of een min of meer zelfstandig optredende eenheid die zich op eigen kracht de Goten en de Hunnen af kon weren. Soms gebruikten de keizers het als een ballingsoord voor ongewenste personen. In 656 stierf Paus Martinus I er van honger en uitputting. Keizer Constans II had deze oude zieke man uit Rome weggesleept, hem van verraad beticht en naar Chersonesos verbannen. Justinianus II werd er in 695 heengestuurd, maar wist te ontsnappen en wraak te nemen, mede omdat Chersonesos in opstand kwam en hem hielp. 
Keizer Theophilus (829-842) organiseerde alle Byzantijnse bezittingen op de noordoever van de Zwarte Zee, de klimata, in een thema, een militaire provincie onder bevel van een strategus. Chersonesos was de hoofdstad.
De stad speelde een belangrijke rol bij het leggen van contacten met het Kievse Rijk. In 988 werd prins Vladimir van Kiev er gedoopt. Hij had Basileios II de Bulgarendoder uit een wanhopige toestand gered. Hem was beloofd dat hij daarna met Anna Porphyrogeneta, een zuster van de keizer mocht trouwen, maar nadat Vladimir gedoopt was, kreeg de keizer spijt. Vladimir bezette in 989 Chersonesos om zijn recht op Anna kracht bij te zetten. Het huwelijk werd alsnog gesloten en Vladimir werd later heilig verklaard. 
In de 13e eeuw had de stad te kampen met invallen van de Mongolen. In 1347 was de Krim een van eerste plaatsen van Europa die door de pest getroffen werd. Van hieruit verspreidde de ziekte zich naar Constantinopel, Sicilië en uiteindelijk vrijwel heel Europa. In 1399 werd Chersonesos na zo'n 1820 jaar Griekse beschaving door de Gouden Horde verwoest en verlaten.

## Keizerrijk Rusland tot heden
De ruïnes lagen verlaten tot Catharina de Grote haar militaire ingenieurs erop afstuurde. Nadien is er veel geplunderd en schade veroorzaakt, maar toch is het vandaag nog een belangrijke archeologische plek. 
Aleksej Greig (1816-1833), een Schot die als admiraal in de Russische vloot diende, is de eigenlijke herontdekker van het oude Chersonesos. Hij wilde er een monument voor de heilige Vladimir oprichten. Hij stuurde ene Karl Kruze erheen om de kerk te vinden waar de doop zou hebben plaatsgehad. Kruze vond de resten van drie kerken en op een ervan werd een paar jaar later de huidige St. Vladimirkerk gebouwd. In 1852 stichtte de Russisch-orthodoxe Kerk er een klein klooster met een museumpje voor kerkelijke overblijfselen. Er was in die tijd weinig bescherming voor de vele overblijfselen van wereldse aard en keizer Alexander III merkte bij een bezoek op dat hij dacht dat 'alles al gestolen was'. Daarna werden er officiële opgravingen verricht onder toezicht van de Keizerlijke Archeologische Commissie en de grondslag voor een later museum gelegd (1892).
Tijdens de Russische Revolutie werden kerk en klooster onteigend en als interneringskamp voor Witte gevangenen gebruikt, later als hospitaal en barak. Er werd veel schade aangericht, maar in de jaren 1930 werden de opgravingen hervat. 
In de Tweede Wereldoorlog was het nabijgelegen Sebastopol het doelwit van Duitse bombardementen en de St. Vladimirkerk werd door vuur van beide kanten zwaar beschadigd. Na de oorlog heeft Inna Anatoljevna Antonova als directrice van het museum (1955-1985) veel gedaan om de stadsmuren, mozaïeken en basilica's te restaureren. 
Na de onafhankelijkheid van 1991 is een deel van het bezit weer aan de kerk teruggegeven, maar daarmee is er ook een probleem ontstaan door het conflict tussen de Oekraïens-orthodoxe Kerk patriarchaat van Moskou en de Oekraïens-Orthodoxe Kerk. Toch werd in 2001 in het bijzijn van zowel president Leonid Koetsjma als president Vladimir Poetin de St. Vladimir weer heringewijd.